# Niezgodność towaru konsumpcyjnego z umową
Ten artykuł należy dopracować:

przedstawiono sytuację tylko z polskiej perspektywy – artykuł powinien być przekrojowy.
Pomóż go poprawić. Na stronie dyskusji mogą znajdywać się pomocne komentarze.
Niezgodność towaru konsumpcyjnego z umową – instytucja prawna w polskim prawie, która do 25 grudnia 2014 r. regulowała odpowiedzialność sprzedawcy wobec kupującego będącego konsumentem za „wadliwość” towarów konsumpcyjnych (rzeczy ruchomych, energii elektrycznej, jak również gazu i wody sprzedawanych w ograniczonej ilości lub w określonej objętości).
Dużo wcześniej obecna była w obrocie międzynarodowym, z racji ratyfikowania przez Polskę w 1995 r. Konwencji Narodów Zjednoczonych o umowach międzynarodowej sprzedaży towarów. Później na okres ponad 10 lat regulowała ją również ustawa z dnia 27 lipca 2002 r. o szczególnych warunkach sprzedaży konsumenckiej oraz o zmianie Kodeksu cywilnego (Dz.U. z 2002 r. nr 141, poz. 1176, z późn. zm.) (jej art. 4 ust. 2 i 3), stanowiąca implementację nieobowiązującej już dyrektywy nr 1999/44/WE, i mająca zastosowanie wyłącznie w obrocie konsumenckim i w zakresie określonym wspomnianą ustawą. Obecnie, tj. od 25 grudnia 2014 r., została ona zastąpiona – bardzo podobna do niej – instytucją, jaką jest niezgodność rzeczy z umową.
Niezgodność towaru konsumpcyjnego z umową przewidziana w ustawie z 2002 r. zerwała z pojęciem wady, zarówno fizycznej, jak i prawnej. Obejmowała ona bliżej niezdefiniowane stany faktyczne i prawne, w przypadkach określonych w art. 4 ust. 2 i 3 ustawy należało domniemywać jednak, że towar wydany kupującemu był zgodny z umową. Poza posiadaniem przez towar cech typowych (charakterystycznych) dla towarów danego rodzaju, jak i przydatności do zwykłego użytku (zdatności do celów, do jakich towar danego rodzaju jest zwykle używany), ustawową przesłanką domniemania zgodności z umową było spełnianie przez towar rozsądnych (lub jak mowa w dyrektywie: „racjonalnych”) oczekiwań, jakie mają względem tego towaru konsumenci w związku z jego naturą lub ze składanymi na jego temat zapewnieniami publicznymi. Zapewnienia, o których tu mowa, mogą być składane przez sprzedawcę, producenta, tego kto się za producenta podawał (tzw. quasi-producenta), importera i dystrybutora towaru oraz ich przedstawicieli. By nie być związany takim zapewnieniem – poza wykazaniem uzasadnionego braku wiedzy oraz wpływu zapewnienia na fakt podjęcia decyzji o zakupie, co w praktyce wydawało się niezmiernie trudne do udowodnienia – sprzedawca lub ten, kto dane zapewnienie złożył, może sprostować jego treść przed zawarciem umowy. Samo domniemanie zgodności towaru konsumpcyjnego z umową było przy tym wzruszalne, i kupujący mimo zaistnienia przesłanek przewidzianych w tym domniemaniu, mógł wykazywać, że towar jaki otrzymał był, z jakichś uzasadnionych przyczyn, niezgodny z umową.
Ponadto za niezgodność z umową uważane były nieprawidłowości w montażu i uruchomieniu towaru, jeśli montażu/uruchomienia dokonywał sprzedawca bądź osoba, za którą ponosił on odpowiedzialność. Takie nieprawidłowości również stanowiły niezgodność z umową wtedy, gdy montażu/uruchomienia dokonał sam konsument, lub inna osoba, pod warunkiem jednak, że działał on w zgodzie z treścią instrukcji otrzymanej przy sprzedaży oraz że towar był przeznaczony – a przynajmniej nie było oczywiste, że nie jest on przeznaczony – do amatorskiego montażu. Sprzedawca odpowiadał tutaj za błędy w instrukcji, jej niejasność, sporządzenie jej w innym języku niż polski, a także jej całkowity brak, ilekroć tylko była ona niezbędna do prawidłowego montażu/uruchomienia towaru; przy czym, dotyczyło to zarówno instrukcji montażu, jak i obsługi.
Do szczególnych (wyraźnie nieuregulowanych) przypadków niezgodności towaru konsumpcyjnego z umową należały:
1. Tzw. aliud – wydanie towaru zupełnie innego od tego, na jaki się umówiono.
2. Niedołączenie do towaru niezbędnych dokumentów, zwłaszcza instrukcji montażu i obsługi, certyfikatów bezpieczeństwa itp.
3. Braki ilościowe w towarze – dostarczenie mniejszej ilości rzeczy aniżeli zamówiona.
4. Niekompletność towaru – brak niektórych elementów wyposażenia[4].

Niezgodność towaru konsumpcyjnego z umową, z racji jej elastyczności i niedookreśloności, była instytucją bardzo niekorzystną dla sprzedawców.
Konsument, w razie wystąpienia niezgodności towaru konsumpcyjnego z umową, składając reklamację, miał prawo do:
- żądania nieodpłatnej naprawy towaru lub
- żądania nieodpłatnej wymiany towaru na nowy,

chyba że było to niemożliwe lub wymagało nadmiernych kosztów; wtedy mógł:
- odstąpić od umowy, chyba że niezgodność była nieistotna, lub
- żądać obniżenia ceny.

Uprawnienia te przysługiwały konsumentowi przez 2 miesiące, licząc od dnia zauważenia niezgodności, jeżeli powiadomił sprzedawcę o niezgodności. Do spełnienia obowiązku powiadomienia sprzedawcy wystarczyło wysłanie zawiadomienia przed upływem tego terminu (art. 9 ust. 1). W przypadku towaru żywnościowego, prawa te służyły konsumentowi, jeżeli powiadomił sprzedawcę o niezgodności w ciągu 3 dni, licząc od dnia otwarcia towaru paczkowanego lub sprzedaży bądź otrzymania towaru sprzedawanego luzem, odmierzanego w miejscu zakupu albo dostarczanego do miejsca zamieszkania konsumenta.
Ustawa przez nieodpłatność wymiany/naprawy rozumiała zwrot kosztów poniesionych przez kupującego, w szczególności kosztów demontażu, dostarczenia, robocizny, materiałów oraz ponownego zamontowania i uruchomienia.
Sprzedawca po otrzymaniu zawiadomienia o niezgodności towaru z umową miał 14 dni na ustosunkowanie się do niego. Brak odpowiedzi oznaczał akceptację żądania konsumenta. Postanowień, z wyjątkiem skrócenia okresu odpowiedzialności do roku w przypadku towarów używanych, ustawy nie można było zmienić, wyłączyć ani ograniczyć w drodze umowy, jeśli miałoby się to odbyć ze skutkiem na niekorzyść kupującego. Do chwili wejścia w życie ustawy z dnia 4 lutego 2011 r. Prawo prywatne międzynarodowe to samo dotyczyło wyboru prawa obcego. Możliwe było natomiast zaostrzenie odpowiedzialności sprzedawcy, w tym per facta concludentia.
Instytucja niezgodności towaru konsumpcyjnego z umową była często krytykowana. Między innymi zarzucało się jej ogólnikowość i niezrozumiałość składających się na nią terminów, zerwanie z tradycyjnym, „kodeksowym”, pojęciem wady fizycznej i prawnej, lakoniczne uregulowanie kwestii gwarancji konsumenckiej czy umiejscowienie jej poza Kodeksem cywilnym. Z drugiej jednak strony wskazywało się również na to, że była ona instytucją nowoczesną, wyznaczającą kierunek zmian, jakie były niezbędne w dotychczasowym polskim prawie prywatnym.
Zgodnie z art. 1 ust. 4 konsument nie mógł wykonywać uprawnień z tytułu „kodeksowej” rękojmi.
Zgodnie z art. 10 sprzedawca odpowiadał za niezgodność towaru konsumpcyjnego z umową jedynie w przypadku jej stwierdzenia przed upływem 2 lat od wydania tego towaru konsumentowi; termin ten biegł na nowo w razie wymiany towaru. Jeżeli przedmiotem sprzedaży była rzecz używana, strony mogły ten termin skrócić,
jednakże nie poniżej jednego roku. Roszczenia reklamacyjne przedawniały się natomiast z upływem roku od dnia zauważenia niezgodności. Bieg tego terminu nie mógł się zakończyć przed końcem okresu odpowiedzialności sprzedawcy za niezgodność.
Ustawa z dnia 30 maja 2014 r. o prawach konsumenta (Dz.U. z 2024 r. poz. 1796) uchyliła ustawę z dnia 27 lipca 2002 r. o szczególnych warunkach sprzedaży konsumenckiej oraz o zmianie Kodeksu cywilnego. Od 25 grudnia 2014 do 31 grudnia 2022 stosowano przepisy Kodeksu cywilnego dotyczące rękojmi także w odniesieniu do konsumentów. Jednakże do umów zawartych przez konsumentów przed 25 grudnia 2014 r. stosuje się przepisy o niezgodności towaru konsumpcyjnego z umową. Nowelizacja przepisów kodeksowych wynikała z konieczności dostosowania ustawodawstwa polskiego do uregulowań prawa wspólnotowego. Natomiast od 1 stycznia 2023 r. w stosunku do konsumentów, który zakupili towar w rozumieniu ustawy o prawach konsumenta (tj. rzecz ruchomą, wodę, gaz, energię elektryczną sprzedawaną w ograniczonej objętości lub ilości), stosuje się instytucję niezgodności towaru z umową.